# Шахтёр-Академия
«Шахтёр-Академия» — гандбольная команда из Донецка. Трёхкратный чемпион Украины по гандболу.
Команда была создана в 1983 году на базе гандбольного клуба «Спартак». До 1996 года команда называлась «Шахтёр», а затем была переименована в «Шахтёр-Академия».
Главный тренер команды Иван Иванович Фучеджи.
Цвет формы команды — оранжево-чёрный.
«Шахтёр» впервые завоевал медали чемпионата Украины в сезоне 1994/95, выиграв бронзу. Это дало право участия в Кубке ЕГФ 1995/96, в котором команда дошла до финала, уступив испанскому «Гранольерсу». В этом же сезоне клуб стал чемпионом страны, этот успех был повторён в следующем чемпионате и сезоне 2001/02.
В 2004 году команда заняла второе место в чемпионате Украины, выиграла Кубок Beaver, а также участвовала в Кубке кубков.
В 2006 году команда участвовала в Кубке ЕГФ.
В 2008 году команда участвовала в Кубке вызова, а также заняла пятое место в чемпионате Украины по гандболу. В сезоне 2011/12 «Шахтёр» занял последнее, 8-е, место и выбыл в Высшую лигу, где в следующем сезоне досрочно занял 1-е место и вернулся в Суперлигу.

## Достижения
Национальные
- Чемпион Украины (3): 1996, 1997, 2002
- Вице-чемпион Украины (1): 2004
- Бронзовый призёр чемпионата Украины (8): 1995, 1998, 1999, 2000, 2001, 2003, 2005, 2006

Международные
- Финалист Кубка ЕГФ: 1995/96

## Текущий состав
- Басараб Андрей
- Ляшевский Александр
- Лунёв Максим
- Гришин Валерий
- Михальченко Максим
- Орловский Сергей
- Слесь Александр
- Путько Сергей
- Турчак Антон
- Чичикало Роман
- Шарко Артём

## Известные игроки
- Юрий Хауха